# Everett Stanley Luttrell
Everett Stanley Luttrell (ur. 10 stycznia 1916 w Richmond w stanie Wirginia, zm. 5 lipca 1988) – amerykański mykolog i fitopatolog.

## Życiorys
Na Uniwersytecie w Richmond zajmował się badaniem sporyszu, następnie przeniósł się na Duke University, gdzie uzyskał tytuł doktora. Tu zajmował się badaniem chorób roślin z grupy głowni, chorób drzew wywołanych przez grzyby workowce, chorobami fasoli i innymi chorobami roślin. W 1951 r. opublikował książkę o taksonomii workowców, w której dokonał radykalnej zmiany ich systematyki. W 1955 r. uzyskał tytuł profesora i został kierownikiem Katedry Roślin. W 1966 r. przeniósł się na Uniwersytet Georgii, gdzie został kierownikiem Katedry Patologii Roślin, był także przewodniczącym stanowego Zakładu Roślin. W 1986 r. przeszedł na emeryturę.
W utworzonych przez niego taksonach dodawany jest skrót jego nazwiska Luttr.